# Biserica de lemn din Bascov

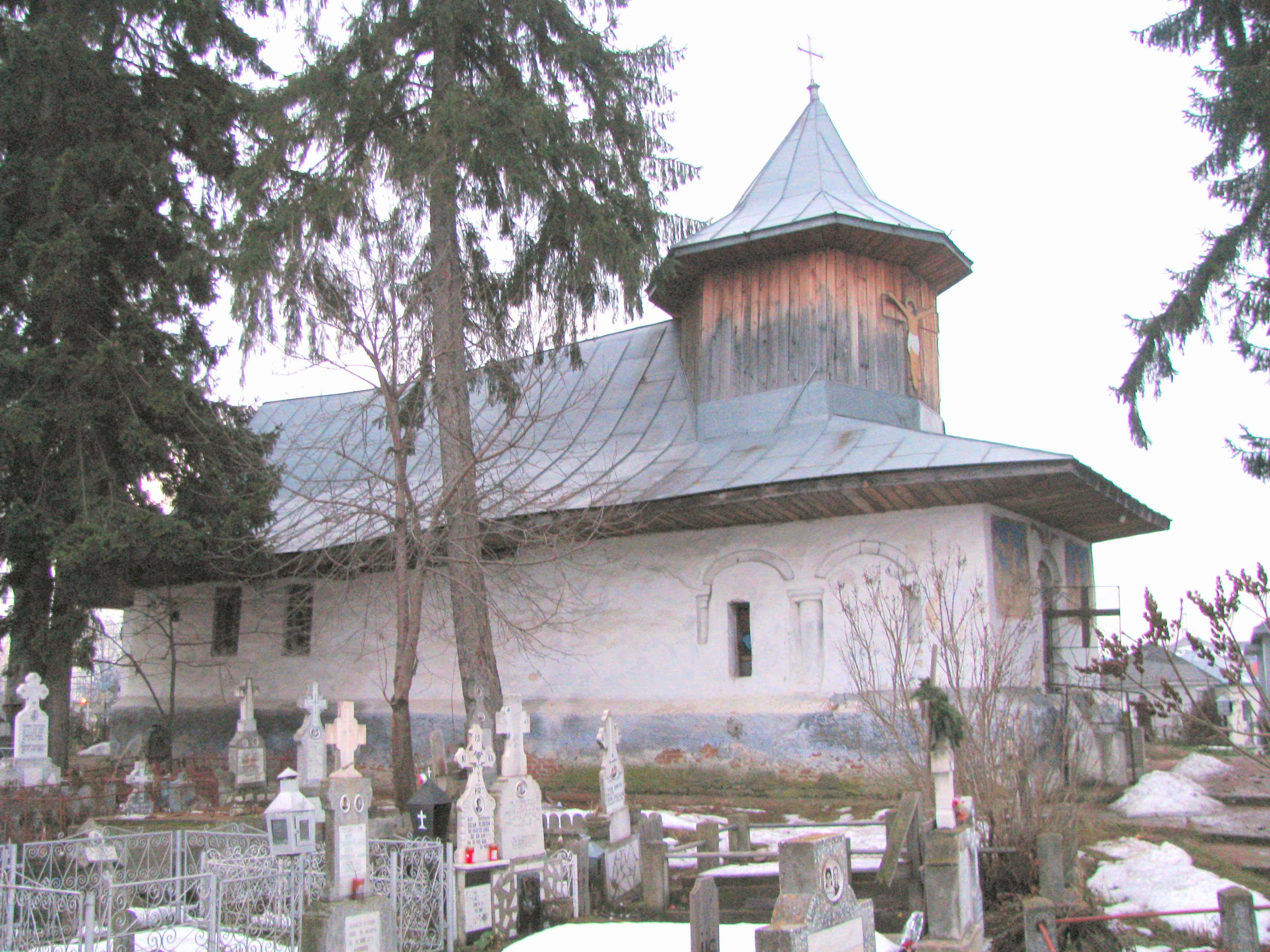
Biserica de lemn din Bascov, județul Argeș. Foto: decembrie 2009

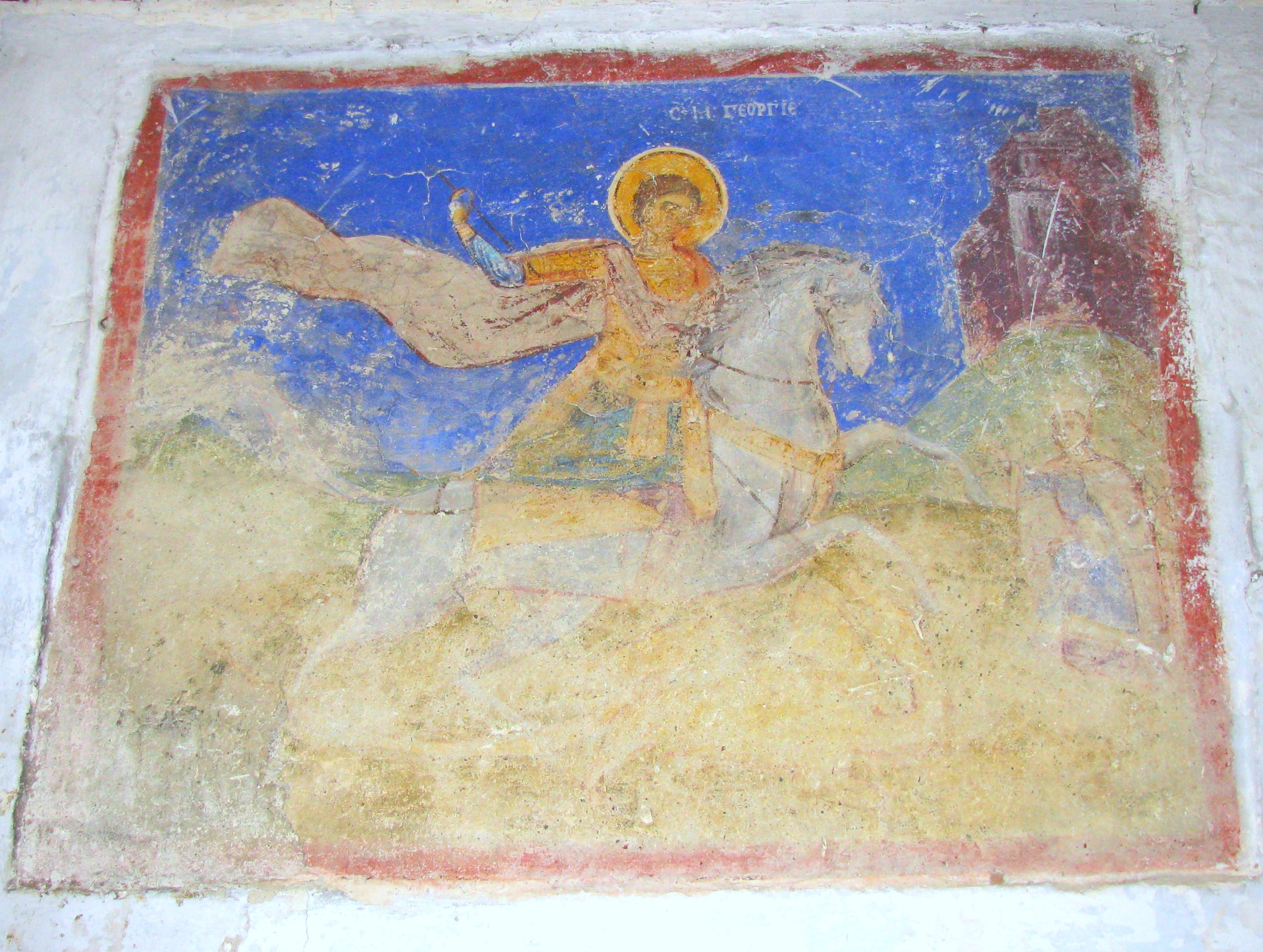
Sfântul Mare Mucenic Gheorghe

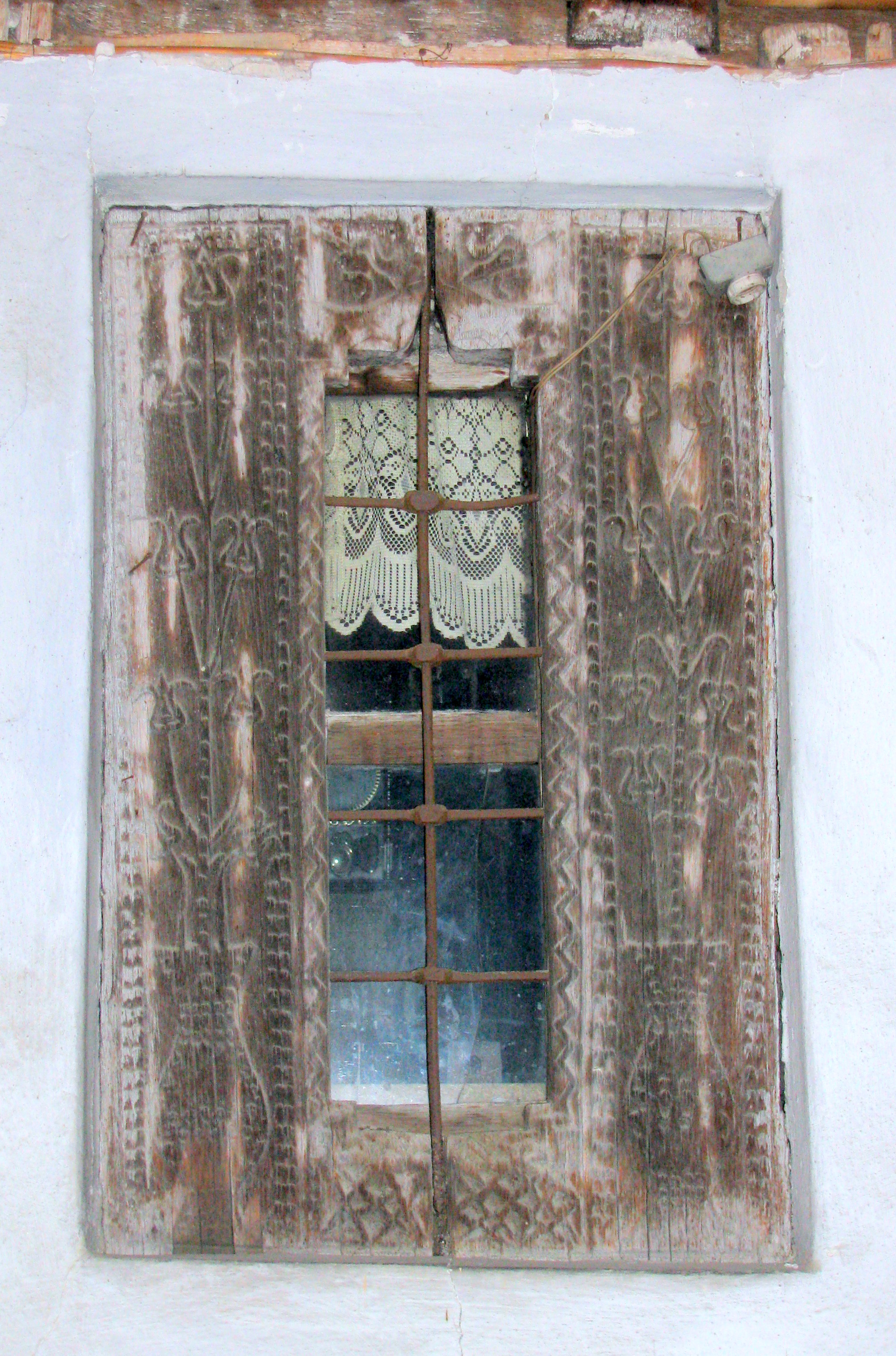
Fereastră cu cadrul sculptat

Biserica de lemn din Bascov, comuna Bascov, județul Argeș, poartă hramul „Sfântul Mare Mucenic Gheorghe" și datează din prima jumătate a secolului al XVIII-lea.  Biserica este înscrisă pe noua listă a monumentelor istorice, LMI 2015:  AG-II-m-A-13471. 

## Istoric și trăsături
Catagrafia începutului de veac XIX îi localiza prezența la Gura Bascovului, pe moșia serdarului Grigorie Drugănescu, unde fusese „făcută de un Martin Buliga”. Ceea ce reține în istorie numele acestui negustor piteștean  este rodnica sa activitate ctitoricească, pe lângă biserica din Bascov fiind și ctitorul Schitului Buliga, pe care îl ridică la 1745. Schitul Buliga a avut un rol important pentru cultura Piteștiului: în chiliile schitului funcționând  „Școala de învățătură românească”, la dorința ctitorului: „Am socotit să fie și școală românească pentru învățătura copiilor și pentru chiverniseala vreunui sărac, care nu are unde să-și plece capul, plata dascălului și hrana săracilor să fie din prinosul acestui schitișor”. A fost dărâmat „din cauza ruinii“, pe la 1900, fiind construit pe locul lui Prefectura județului istoric Argeș, actualmente, sediul Muzeului Județean Argeș.
Construită în miezul celui de al XVIII-lea secol, biserica din Bascov are plan dreptunghiular, cu altar retras, poligonal cu cinci laturi și pronaos de asemenea poligonal (cu trei laturi). Nava, în elevație, este acoperită printr-o boltă semicilindrică retrasă, printr-o bârnă pe console, pe vest fiind vădite urmele fâșiilor curbe ale acoperirii inițiale. De-a lungul vremii, pereții au fost tencuiți, iar cei ai pronaosului căptușiți cu cărămidă. Pridvorul de zidărie, deschis, pe stâlpi rotunzi, a fost închis ulterior, martori, cu urme de pictură de la 1770, întrezărindu-se.
Lucrările de restaurare, întreprinse de Comisia Monumentelor Istorice, prin pictorul Paul Molda, din august 1942 până în februarie 1943, au adus unele clarificări în privința evoluției artistice a monumentului. Paul Molda a distins fragmente din pictura de veac XVIII, a stabilit activitatea, din 1875, a pictorilor Ilie Petrescu și Apostol Cruțescu, ce au executat lucrări de reparații, dar și pictura, din nou, de pe tavanul pridvorului.
Se remarcă ușile împărătești, cu ușciorul decorat pe motivul alveolei dacice, adânc săpat, pictura reprezentând Buna Vestire, pe David și Solomon. Pe spatele canatului din dreapta sunt consemnate numele autorului și data picturii: „Anul 1832 martie 20, aceste două sfinte uși, împreună și cu sfântul steag s-au făcut prin osârdiia și cheltuiala părintelui popa Constandin Păiușăscu, ca să le fie spre pomenirea sufletelor lor. Voico zograf, orașu Pitești”.
Cu prilejul șantierului din 1942-1943 au ieșit la lumină și cadrele sculptate ale celor șase ferestre. Motivele decorative, săpate în lemnul acestora, diferă: crucea, rombul, frunza de iederă, rozeta, „alveola”, risipite, prinse în lanț sau vrej, acestora alăturându-li-se și „pomul vieții”.
Sub straturile de tencuială, sub placările de zid, sub straturi de ulei, în vremuri mai bune pentru conservarea monumentelor istorice, se pot descoperi elemente prețioase pentru istoria bisericii de la Bascov, pentru istoria artei românești.

## Imagini din exterior

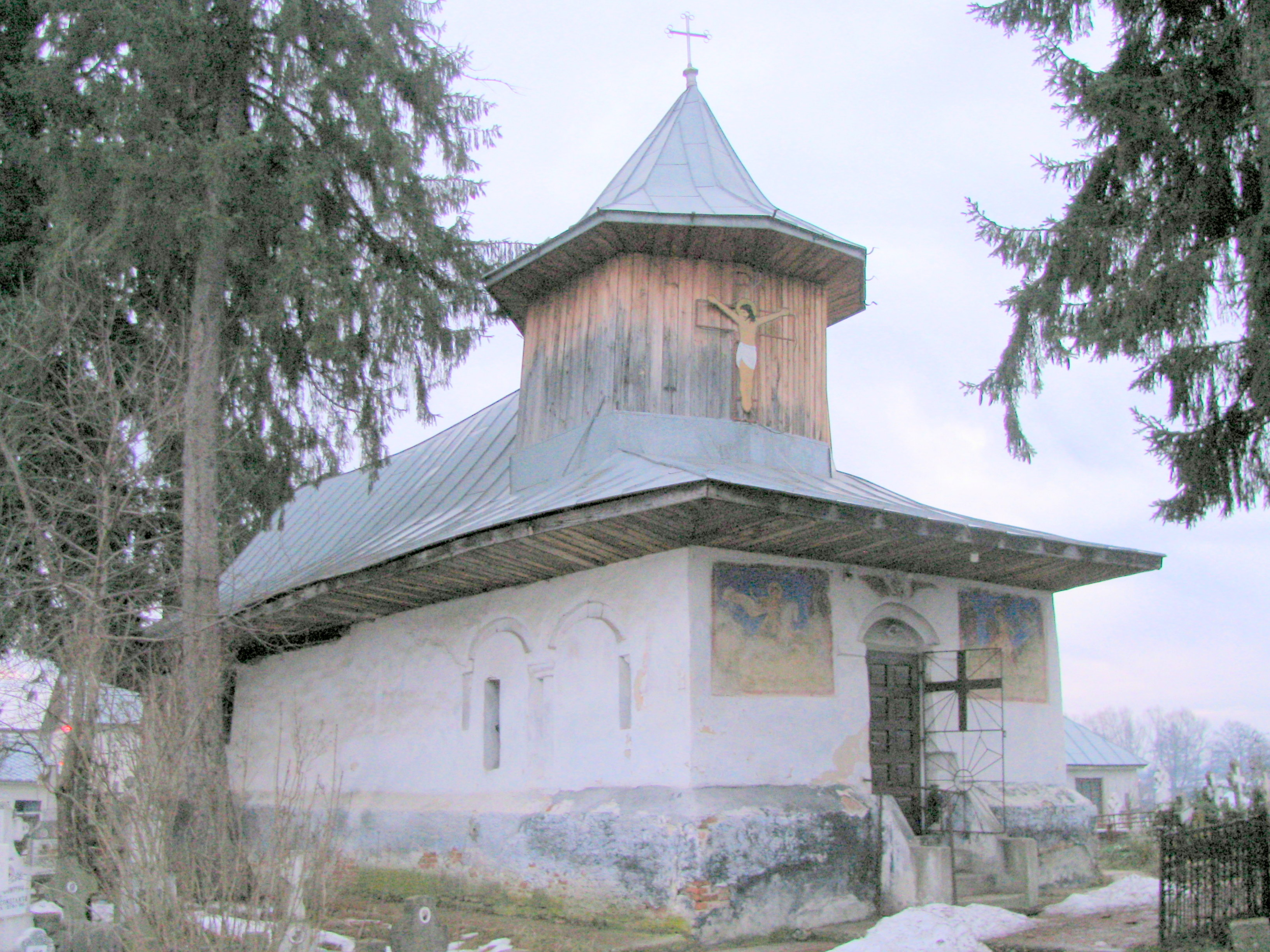
Biserica (sud-est)
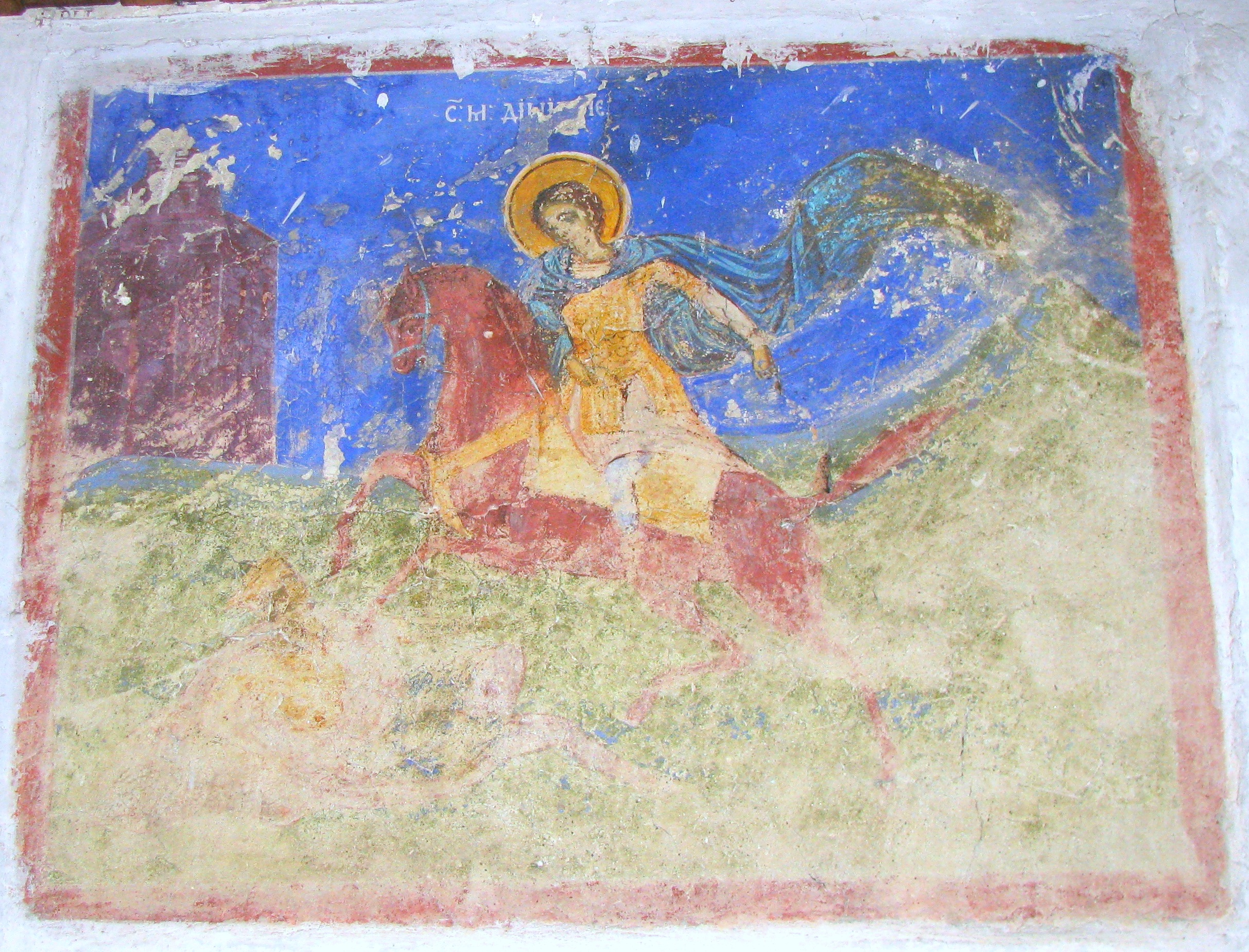
Sfântul Mare Mucenic Dimitrie
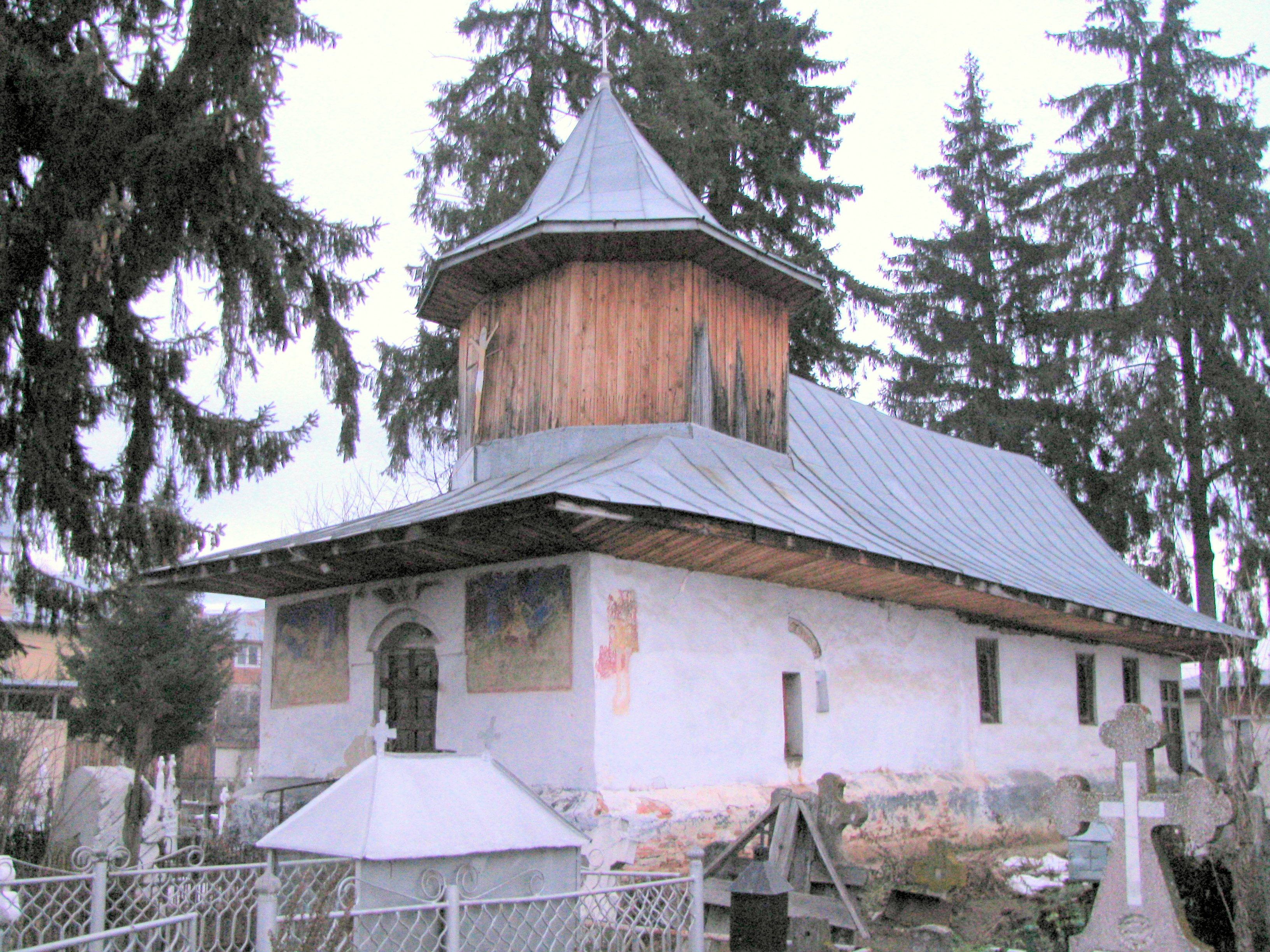
Biserica (nord-est)
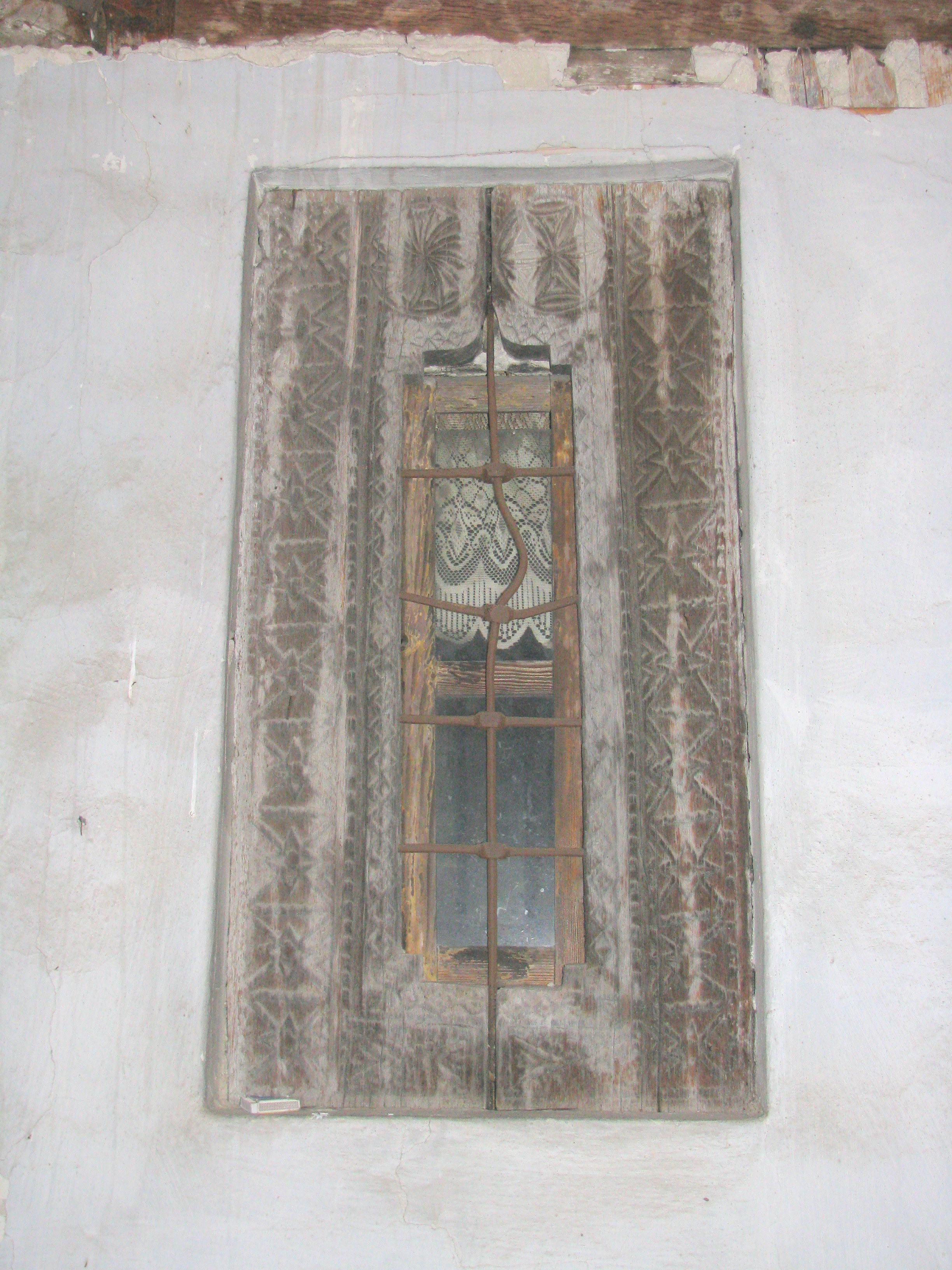
Fereastră
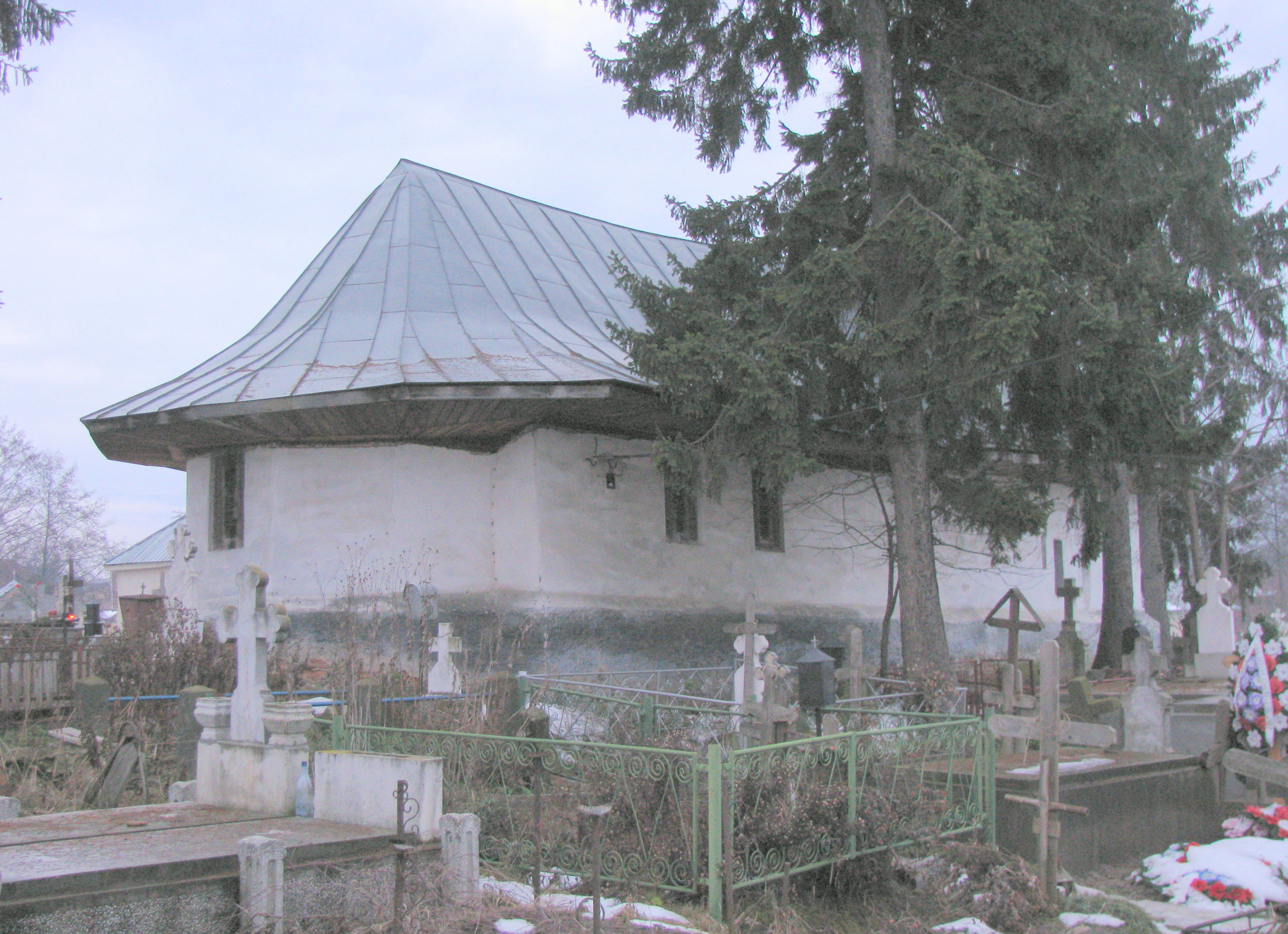
Biserica (sud-vest)